# Opération Garden Plot
L’opération Garden Plot est un plan de l'armée américaine et de la garde nationale des États-Unis pour répondre aux désastres majeurs dans la société civile à l'intérieur des États-Unis. Le plan a été développé lors des années 1960 pour répondre aux désordres civils et il est maintenant sous le contrôle du Northern Command (NORTHCOM). Il permet à l'armée fédérale américaine d'aider au respect de la loi pour aider les gouvernements locaux des États des États-Unis pendant des problèmes d'ordre public.
L'opération Garden Plot a été mise en œuvre pour fournir de l'aide militaire aux autorités civiles pendant les attentats du 11 septembre 2001 à New York en déclenchant l'opération Noble Eagle de protection de l'espace aérien.
Le Pentagone a aussi mis en place ce projet pour restaurer l'ordre public lors des émeutes de 1992 à Los Angeles.
«  La surveillance de ces missions sur la sécurité nationale devrait être fournis par le NGB (National Guard Bureau) basée sur le modèle "Garden Plot" auxquels les unités de la garde nationale  sont entraînés et équipés pour supporter dans nos missions les autorités civiles pour le contrôle des foules et des troubles du maintien de l'ordre public. » »